# Mánessi (Kalávryta, Achaïe)
Mánessi (grec moderne : Μάνεσι) est une localité située dans le dème de Kalávryta, dans le district régional d'Achaïe, dans la périphérie de Grèce-Occidentale, en Grèce.
Selon le recensement de 2021, elle compte 149 habitants.